# فوزیه ناصریار حیدری
فوزیه ناصریار حیدری (زاده: کابل) سیاست‌مدار افغانستانی و نماینده مردم کابل در دوره پانزدهم مجلس نمایندگان افغانستان است.

## زندگی‌نامه
فوزیه ناصریار حیدری متولد شهر کابل افغانستان است. وی دارای مدرک تحصیلی لیسانس است.

## دیگر فعالیت‌ها
- کارمند وزارت هوانوردی ملکی.[۱]
- بنیان‌گذار لیسه/دبیرستان استقلال در تاجیکستان.[۱]